# Alchemilla biquadrata
Alchemilla biquadrata är en rosväxtart som beskrevs av Sergei Vasilievich Juzepczuk. Alchemilla biquadrata ingår i släktet daggkåpor, och familjen rosväxter. Inga underarter finns listade i Catalogue of Life.